# Ponte cistina
Un ponte cistina, o nodo di cistina, è una struttura supersecondaria rappresentata dal legame disolfuro (-S-S-) tra due molecole di cisteina facenti parte di uno stesso polipeptide. La sezione di polipeptide in cui è presente il ponte cistina forma un "nodo" attraverso il quale passa un terzo legame disolfuro. È presente in molte strutture proteiche alle quali fornisce una considerevole stabilità strutturale.